# أليكس تي هوارد جونيور
أليكس تي هوارد جونيور (بالإنجليزية: Alex T. Howard, Jr.)‏ هو قاضي ومحامي أمريكي، ولد في 9 يوليو 1924 في موبيل في الولايات المتحدة، وتوفي بنفس المكان في 10 فبراير 2011.